# 楚阿帕省
楚阿帕省（法語：Province de la Tshuapa）是位于刚果民主共和国西北部的一个省，首府博恩代，人口859,569（2004年），面積132,957 km²。

## 楚阿帕省的镇
- 博恩代（Boende）